# C19H21NO5
化学式C19H21NO5（摩尔质量：343.379 g/mol）可能指：
- 奥莫佐坦，CAS号：137275-81-1 ，盐酸盐CAS号：137275-80-0
- 3-乙酰基羟吗啡酮，CAS号：75660-23-0

|  | 这个同类索引页列出了具有相同分子式的化学物（即同分異構體）条目。 除非您是有意链接至本页，否则应将相应条目的内部链接指向正确的条目。 |